# Leiotriquídeos
Os leiotriquídeos (Leiothrichidae) são uma família de aves passeriformes do Velho Mundo, que inclui os zaragateiros, sibias e asas-malhadas. São diversos em tamanho e plumagem. Habitam especialmente áreas tropicais, com maior diversidade no Sudeste Asiático e no subcontinente indiano. Anteriormente a família inteira costumava ser incluída na família dos tagarelas, a Timaliidae.

## Características

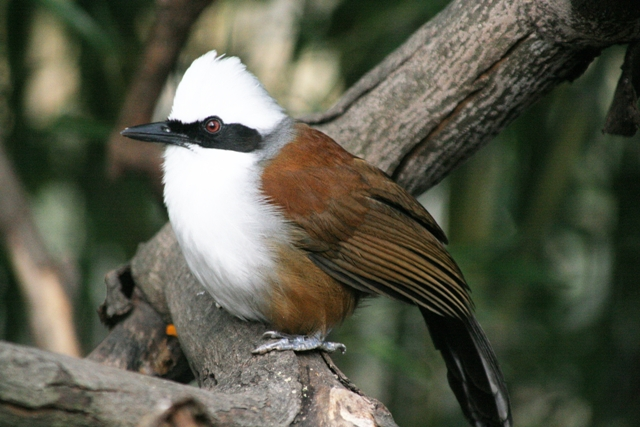
Zaragateiro-de-poupa-branca (Garrulax leucolophus).

Os zaragateiros são aves de pequeno a médio porte. Possuem pernas fortes, e muitos são bastante terrestres. Normalmente têm bicos generalizados, semelhantes aos de um tordo ou toutinegra. A maioria tem plumagem predominantemente marrom, e pouco dimorfismo sexual, mas também existem muitas espécies de cores mais vivas. Algumas espécies também possuem um anel perioftálmico ressaltado.
Este grupo não é migratório, e a maioria das espécies possuem asas curtas e arredondadas e um voo fraco. Vivem em ambientes levemente arborizados ou em cerrados, variando desde pântanos a quase desertos. São principalmente insetívoros, embora muitos também alimentam-se de bagas, e espécies maiores até comem pequenos lagartos e outros vertebrados.

## Sistemática

### Taxonomia
A família Leiothrichidae foi introduzida como uma subfamília (Leiotrichanae) pelo naturalista inglês William Swainson em 1832. Um estudo filogenético molecular abrangente da família publicado em 2018 levou a uma revisão substancial da classificação taxonômica. Descobriu-se que os membros do gênero Garrulax pertenciam a três clados separados que divergiram-se no Mioceno há 7-9 milhões de anos atrás. O gênero foi dividido, com Garrulax restrito a um clado e os gêneros Pterorhinus e Ianthocincla ressuscitados para os outros dois clados. O gênero Turdoides também foi dividido, ressuscitando o gênero Argya.

### Classificação
A família contém 135 espécies separadas em 16 gêneros:
- Grammatoptila – (1 espécie)
- Cutia – (2 espécies)
- Laniellus – (2 espécies)
- Trochalopteron – (19 espécies)
- Actinodura – (9 espécies)
- Montecincla – (4 espécies)
- Minla – (1 espécie)
- Leioptila – (1 espécie)
- Leiothrix – (2 espécies)
- Liocichla – (5 espécies)
- Heterophasia – (7 espécies)
- Argya – (16 espécies)
- Turdoides – (19 espécies)
- Garrulax – (14 espécies)
- Ianthocincla – (8 espécies)
- Pterorhinus – (23 espécies)